# دانيال موراي (قاضي)
دانيال موراي هو قاضي كندي، ولد في 19 أكتوبر 1751، وتوفي في 24 فبراير 1832.